# Kilimany
Kilimany (deutsch Lipniak bei Liebenberg, 1938 bis 1945 Friedrichshagen (Ostpr.)) ist ein kleines Dorf in der polnischen Woiwodschaft Ermland-Masuren und gehört zur Gmina Rozogi (Landgemeinde Friedrichshof) im Powiat Szczycieński (Kreis Ortelsburg).

## Geographische Lage
Kilimany liegt in der südlichen Mitte der Woiwodschaft Ermland-Masuren, 19 Kilometer südöstlich der Kreisstadt Szczytno (deutsch Ortelsburg).

## Geschichte
Das Gründungsjahr von Lipnack bey Liebenberg, nach 1785 Lipniak bei Liebenberg genannt, ist 1779. In der Gründungshandfeste vom 22. Juli jenes Jahres wurde Waldland dem „Jan Kilimann und Consorten“ verschrieben.
Im Jahre 1874 wurde Lipniak – bestehend aus ein paar kleinen Höfen – in den neu errichteten Amtsbezirk Liebenberg (polnisch Klon) im ostpreußischen Kreis Ortelsburg eingegliedert.
58 Einwohner waren 1910 in Lipniak registriert, 1933 waren es 76. Aufgrund der Bestimmungen des Versailler Vertrags stimmte die Bevölkerung in den Volksabstimmungen in Ost- und Westpreußen am 11. Juli 1920 über die weitere staatliche Zugehörigkeit zu Ostpreußen (und damit zu Deutschland) oder den Anschluss an Polen ab. In Lipniak stimmten 57 Einwohner für den Verbleib bei Ostpreußen, auf Polen entfielen keine Stimmen.
Aus politisch-ideologischen Gründen der Abwehr fremdländisch klingender Ortsnamen wurde Lipniak am 3. Juni – amtlich bestätigt am 16. Juli – 1938 in „Friedrichshagen (Ostpr.)“ umbenannt. Die Einwohnerzahl belief sich 1939 auf 62.
Als 1945 in Kriegsfolge das gesamte südliche Ostpreußen an Polen fiel, war auch Friedrichshagen davon betroffen. Der Ort erhielt die polnische Namensform „Kilimany“ und ist heute eine Ortschaft innerhalb der Landgemeinde Rozogi (Friedrichshof) im Powiat Szczycieński (Kreis Ortelsburg), bis 1998 der Woiwodschaft Ostrołęka, seither der Woiwodschaft Ermland-Masuren zugehörig. Im Jahre 2011 zählte Kilimany 43 Einwohner.

## Kirche
Bis 1945 war Lipniak resp. Friedrichshagen in die evangelische Kirche Friedrichshof (Rozogi) in der Kirchenprovinz Ostpreußen der Kirche der Altpreußischen Union sowie in die römisch-katholische Kirche Liebenberg (Klon) im damaligen Bistum Ermland eingepfarrt.
Heute gehören die katholischen Einwohner immer noch zur Pfarrei in Klon, die jetzt dem Erzbistum Ermland zugehört. Die evangelischen Einwohner sind zur Kirche in Szczytno (Ortelsburg) in der Diözese Masuren der Evangelisch-Augsburgischen Kirche in Polen ausgerichtet.

## Verkehr
Kilimany liegt an einer Nebenstraße, die von Cis (Friedrichsthal) über Klon (Liebenberg) bis nach Dąbrowy parallel zur Landesstraße 53 (einstige deutsche Reichsstraße 124) verläuft. Eine Anbindung an den Bahnverkehr besteht nicht.